# 박태하
박태하(朴泰夏, 1968년 5월 29일 ~ )은 대한민국의 전 축구 선수이자 현 지도자로 현재 포항 스틸러스의 감독이다. 선수 시절 포항 스틸러스의 프랜차이즈 스타로 맹활약했다.

## 구단 경력

### 포항 스틸러스
1968년 5월 29일 경상북도 영덕군에서 태어나 경주정보고등학교와 대구대학교를 거쳐 1991 K리그 드래프트에서 포항제철 아톰즈의 1차 지명을 받고 프로에 정식 입문했다.
이후 1993년부터 1995년까지 상무에서 군 복무를 했던 때를 제외하고는 8시즌동안 포항 스틸러스의 원클럽맨으로 활약하며 1992년 K리그 우승, 1995년 K리그 준우승, 3번의 K리그1 3위(1991, 1996, 1998), 1993년 리그컵 우승, 2회 연속 리그컵 준우승(1996, 1997 프로스펙스컵) 1996년 FA컵 우승, 아시안 클럽 챔피언십 2회 연속 우승(1996-97, 1997-98), 아시안 슈퍼컵 2회 연속 준우승(1997, 1998), 아프로-아시안 클럽 챔피언십 2회 연속 준우승(1997, 1998), 2001년 FA컵 준우승 등에 기여했으며 2001 시즌 종료 후 10년간의 현역 생활을 마감했다.

## 국가대표팀 경력

### 대한민국 A대표팀
1994년 2월 16일 루마니아와의 친선 경기에서 국제 A매치 데뷔전을 치른 후 2년 3개월 뒤인 1996년 8월 베트남 호찌민의 통녓 스타디움에서 열린 괌과의 1996년 AFC 아시안컵 예선 1조 1차전에서 A매치 데뷔골을 해트트릭으로 장식하는 등 예선 3경기에서만 무려 6골을 폭격하며 팀의 8년만의 통산 8번째 아시안컵 본선 진출을 이끌었다.

## 지도자 경력

### 포항 스틸러스 1기
선수 은퇴 후 2005년 친정팀인 포항 스틸러스의 스카우트로 본격적인 지도자 커리어를 시작하여 이후 코치로 전향한 뒤 2년간 포항의 코치로 활약하며 2005년 리그컵 3위, 2006년 K리그 3위, 포항의 15년만의 K리그1 우승, 2007년 FA컵 준우승의 성과를 이끌어냈다.

### 대한민국 A대표팀
포항의 15년만의 리그 우승을 이끈 직후 대한민국 대표팀의 코치로 부임한 뒤 2011년까지 4년간 코치와 수석 코치를 맡아 2010년 FIFA 월드컵 본선에서 대한민국의 원정 월드컵 사상 첫 16강 진출을 이끌었고 2011년 AFC 아시안컵에서는 2회 연속 아시안컵 3위의 성적을 이끌었다.

### FC 서울
2011년까지 대한민국 A대표팀의 수석 코치로 활동하다가 당시 대표팀 감독이던 조광래 현 대구 FC 대표이사 겸 단장이 대표팀 감독직에서 경질된 이후 잠시 휴식기에 들어갔다가 2012 시즌을 앞두고 최용수 감독이 이끌던 FC 서울의 수석 코치를 맡아 서울의 통산 5번째 K리그1 우승을 만들어냈다.

### 옌볜 푸더
2015 시즌을 앞두고 당시 중국 갑급리그의 옌볜 푸더의 사령탑으로 부임하며 지도자 데뷔 10년만에 처음으로 프로팀 감독직을 맡아 전년도인 2014 시즌에서 최하위에 그치며 을급리그 강등 위기에 몰렸다가 타팀이 임금 체불 문제로 출전 자격을 박탈당하면서 간신히 잔류하게 된 팀을 갑급리그 우승과 함께 차기 시즌 슈퍼리그 승격으로 이끌었다.
중국 슈퍼리그 승격 이후 첫 시즌인 2016 시즌에서는 16팀 중 9위라는 나쁘지 않은 성적으로 리그 잔류를 이끌었지만 2017 시즌에서는 15위에 그치며 2시즌만에 갑급리그로 재강등되는 수모를 겪었고 2018 시즌에서도 10위라는 저조한 성적에 그치며 2018 시즌을 끝으로 옌볜 푸더 감독직에서 물러났다.

### 중국 여자 B팀
2018 시즌 이후 옌볜 푸더를 떠나 중국 여자 B팀의 사령탑을 맡은 후 2019년 AFC U-19 여자 챔피언십에 출전하여 자신의 조국인 대한민국을 비롯해 일본, 미얀마와 함께 B조에 편성되어 대한민국과의 1차전에서는 1-2로 패했고 미얀마와의 2차전에서는 5-1 대승을 이끌었지만 일본과의 최종전에서 1-2로 패하며 조별리그 탈락과 함께 2022년 FIFA U-20 여자 월드컵 본선 진출 실패의 고배를 마셨다.

### 포항 스틸러스 2기
2023년 12월 15일 FC 서울의 감독으로 취임한 김기동 감독의 후임으로 포항 스틸러스의 사령탑으로 선임되며 16년만에 친정팀으로 복귀한 이후 2024년 K리그1에서는 3시즌 연속 파이널 A 그룹 진출을 이끈 뒤 2024년 코리아컵에서는 동해안 더비 라이벌팀인 울산 HD를 꺾고 2회 연속이자 통산 6번째 코리아컵 우승과 차기 시즌 AFC 챔피언스리그 투 진출 및 3회 연속 아시아 클럽 대항전 진출을 이끌었다.

## 행정가 경력
2021년 2월 한국프로축구연맹 기술위원장에 선임된 뒤 2023년 1월 20일에는 최윤겸 충북 청주 FC 감독, 조성환 인천 유나이티드 감독, 정재권 한양대학교 감독, 곽효범 인하대학교 스포츠과학과 교수, 이정효 광주 FC 감독 등과 함께 대한축구협회 전력강화위원에 전격 선임되었다.

## 수상 내역

### 클럽 (선수)
포항 스틸러스
- K리그1 : 우승 (1992), 준우승 (1995), 3위 (1991, 1996, 1998)
- 리그컵 : 우승 (1993), 준우승 (1996, 1997 프로스펙스)
- 코리아컵 : 우승 (1996), 준우승 (2001)
- 아시안 클럽 챔피언십 : 우승 (1996-97, 1997-98)
- 아프로-아시안 클럽 챔피언십 : 준우승 (1997, 1998)
- 아시안 슈퍼컵 : 준우승 (1997, 1998)

상무
- 전국실업축구연맹전 : 우승 (1992 춘계, 1994 춘계), 준우승 (1993 춘계)

### 클럽 (지도자)
포항 스틸러스 (수석 코치)
- K리그1 : 우승 (2007), 3위 (2006)
- 리그컵 : 3위 (2005)
- 코리아컵 : 준우승 (2007)

FC 서울 (수석 코치)
- K리그1 : 우승 (2012)

옌볜 푸더
- 중국 갑급리그 : 우승 (2015)

포항 스틸러스
- 코리아컵 : 우승 (2024)

### 국가대표팀 (지도자)
대한민국 (수석 코치)
- AFC 아시안컵 : 3위 (2011)

### 개인 수상
- K리그1 베스트 11 : 1992
- 중국 갑급리그 최우수 감독상 : 2015